# ذکی بیگ علیا
ذکی بیگ علیا، روستایی از توابع بخش کرفتو شهرستان دیواندره در استان کردستان ایران است.شغل مردم این منطقه دام داری و کشاورزی است و داری مردمی مهمان نواز است

## جمعیت
این روستا در دهستان اوباتو قرار دارد و براساس سرشماری مرکز آمار ایران در سال ۱۳۸۵، جمعیت آن ۳۵۲ نفر (۷۳خانوار) بوده‌است.